# Marco Formentini

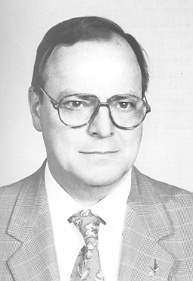
Marco Formentini (1992)

Marco Formentini (* 14. April 1930 in La Spezia; † 2. Januar 2021 in Mailand) war ein italienischer Politiker. Als Mitglied der Lega Nord war er von 1993 bis 1997 Bürgermeister von Mailand. Von 1994 bis 2004 war er Mitglied des Europäischen Parlaments, zunächst wieder für die Lega Nord, dann für I Democratici bzw. La Margherita.

## Leben
Formentini kämpfte als Jugendlicher in der Endphase des Zweiten Weltkriegs als Partisan in der Resistenza. Nach Kriegsende zog die Familie nach Belgien. Er schloss 1952 sein Jurastudium an der Universität Pisa ab. Ab 1956 war er bei den Europäischen Gemeinschaften in Luxemburg und Brüssel tätig. 1958 zog er nach Mailand. In den 1970er-Jahren engagierte er sich bei der Partito Socialista Italiano und war von 1970 bis 1975 Sekretär der Regionalregierung der Lombardei.
1991 trat er der Lega Nord bei und wurde im Jahr darauf für diese in die Abgeordnetenkammer des italienischen Parlaments gewählt. Zur Kommunalwahl im Juni 1993 trat er als Bürgermeisterkandidat der Lega Nord an und gewann mit 39 % im ersten und 57 % im zweiten Wahlgang. Bei der Europawahl 1994 wurde Formentini als Vertreter des Wahlkreises Nordwestitalien in das Europäische Parlament gewählt. Dort schloss er sich der liberalen Fraktion an, der die Lega Nord damals noch angehörte. Er gehörte bis Januar 1997 dem Ausschuss für Forschung, technologische Entwicklung und Energie sowie der Delegation im Gemischten Parlamentarischen Ausschuss EU-Zypern an. Nachdem die Lega Nord die liberale Fraktion verlassen hatte, war er fraktionslos und Mitglied des Ausschusses für Verkehr und Fremdenverkehr. Bei der Bürgermeisterwahl 1997 erhielt Formentini nur noch 19,1 % und schied bereits im ersten Wahlgang aus. Sein Nachfolger wurde Gabriele Albertini von Forza Italia.
Bei der Europawahl 1999 wurde er aber als Mitglied des EU-Parlaments bestätigt. Wenige Monate nach der Wahl verließ er die Lega Nord und trat der neuen liberalen Partei I Democratici bei. In dieser spielte Arturo Parisi eine führende Rolle, mit dem Formentini befreundet war. Anders als die Lega Nord, die zu Berlusconis Mitte-rechts-Bündnis gehörte, waren I Democratici Teil des Mitte-links-Blocks. In dieser Zeit saß Formentini wieder in der liberalen Fraktion des Europaparlaments. Er war bis Januar 2002 Mitglied im Ausschuss für Kultur, Jugend, Bildung, Medien und Sport, anschließend im Ausschuss für Beschäftigung und soziale Angelegenheiten sowie Delegierter für die Beziehungen zu den Maghreb-Ländern und der Union des Arabischen Maghreb. 2002 gingen I Democratici in der Partei Democrazia è Libertà – La Margherita auf, der Formentini bis 2007 angehörte.
Zur Europawahl 2004 trat er für das Mitte-links-Bündnis L’Ulivo an, wurde aber nicht wiedergewählt. Die Fusion von La Margherita mit den Democratici di Sinistra (Linksdemokraten) zur Partito Democratico (PD) machte Formentini zunächst mit. Bei der Urwahl des Parteivorsitzenden unterstützte er die Christdemokratin Rosy Bindi, die jedoch nur auf den dritten Platz kam. Im November 2008 verließ Formentini die PD und trat der Kleinpartei Democrazia Cristiana per le Autonomie (DCA) bei, die zu Silvio Berlusconis Mitte-rechts-Regierung gehörte. Die DCA fusionierte 2009 mit Forza Italia und Alleanza Nazionale zur Mitte-rechts-Sammelpartei Il Popolo della Libertà (PdL), der Formentini anschließend angehörte.